# Khār Khūn
Khār Khūn (persiska: خار خون) är en ort i Iran.   Den ligger i provinsen Mazandaran, i den norra delen av landet, 190 km öster om huvudstaden Teheran. Khār Khūn ligger 790 meter över havet och antalet invånare är 195.
Terrängen runt Khār Khūn är huvudsakligen kuperad, men åt sydost är den bergig. Runt Khār Khūn är det ganska tätbefolkat, med 111 invånare per kvadratkilometer. Närmaste större samhälle är Kīāsar, 14,0 km sydost om Khār Khūn. I omgivningarna runt Khār Khūn växer i huvudsak blandskog.